# Valdemar Ier d'Anhalt-Zerbst
Valdemar Ier d'Anhalt-Zerbst (mort le 7 janvier 1368) est un prince allemand de la maison d'Ascanie qui règne conjointement sur la principauté de Anhalt-Zerbst.

## Biographie
Valdemar Ier est le fils cadet d'Albert Ier d'Anhalt-Zerbst et de sa seconde épouse Agnès, fille de
Conrad  margrave de Brandebourg-Stendal.
Après la mort de son père en 1316, le jeune Valdemar et son frère ainé Albert II sont placés sous la garde de leur oncle maternel la margrave Valdemar de Brandebourg. Quand les deux frères deviennent adultes ils règnent conjointement sur la principauté d'Anhalt-Zerbst. Valdemar fixe sa résidence à  Dessau et Albert à Zerbst ou Köthen.
En 1359 le neveu de Valdemar Albert III devient également le corégent de son père Albert II, mais il meurt peu après. Trois ans plus tard (en 1362), Albert II meurt et Valdemar devient le corégent de son second jeune neveu Jean II. Six années après, Valdemar meurt à son tour, laissant son fils unique  Valdemar II comme nouveau corégent de Jean II.

## Union et postérité
Le 22 juin 1344 Valdemar épouse Elisabeth (morte après le 30 mai 1351), fille du Prince électeur Rodolphe Ier de Saxe, duc de Saxe-Wittemberg. Sa grand-mère paternelle Agnès de Habsbourg était la fille du roi des Romains et empereur Rodolphe Ier. Les époux étaient des parents lointains : le grand-père d'Elisabeth, Albert Ier de Saxe, était le frère de Henri Ier d'Anhalt, l'arrière-grand-père de Valdemar. Ils ont six enfants :
- Valdemar II d'Anhalt-Zerbst ;
- Beate (morte vers 1379), nonne à  Coswig (1375) ;
- Sophie (morte après le 6 janvier 1412), nonne à  Coswig (1375) ;
- Agnes (morte après 1375), nonne à Coswig (1375) ;
- Judith (morte après 1375), nonne à Coswig (1375) ;
- (?) Gertrude (morte vers 1371).

En 1365 Valdemar épouse en secondes noces Beatrice (morte en 1387), fille légitimée d'Obizzo III d'Este, seigneur de Ferrare et Modène et de sa seconde épouse et ancienne maitresse Lippa Ariosto. Ils n'ont pas d'enfant.